# Expérience de la poupée Bobo

Poupée Bobo.

L'expérience de la poupée Bobo (en anglais : Bobo doll experiment) fut conduite par le psychologue Albert Bandura en 1961 pour tester sa théorie de l'apprentissage social dans l'agressivité. L'expérience consistait à exposer des enfants à des scènes dans lesquelles des adultes se comportaient de manière agressive envers une poupée puis à mesurer si les enfants imiteraient spontanément ces comportements lorsqu'eux-mêmes seraient en présence de la poupée. Bien que critiquée pour certains de ses aspects méthodologiques et pour le problème éthique qui consistait à exposer, pour le but de l'expérience, des enfants à des comportements agressifs, l'expérience de la poupée Bobo a eu un fort retentissement dans le champ de la psychologie scientifique en contribuant à l'émergence de l'approche cognitive face au béhaviorisme qui dominait alors. Elle reste une référence majeure en psychologie mais aussi dans d'autres domaines des sciences humaines et sociales.

## Protocole expérimental
L'expérience fut réalisée sur 36 garçons et 36 filles de 3 à 6 ans de l'école maternelle de l'Université Stanford. Les 72 enfants furent divisés en 3 groupes de 24. Le premier groupe était soumis au scénario du modèle agressif, le second au scénario du modèle non agressif. Le troisième groupe servait de groupe témoin. Les deux premiers groupes furent séparés à nouveau en 2. La moitié des enfants étaient soumis à l'influence d'un adulte du même sexe qu'eux et l'autre moitié, à l'influence d'un adulte du sexe opposé.

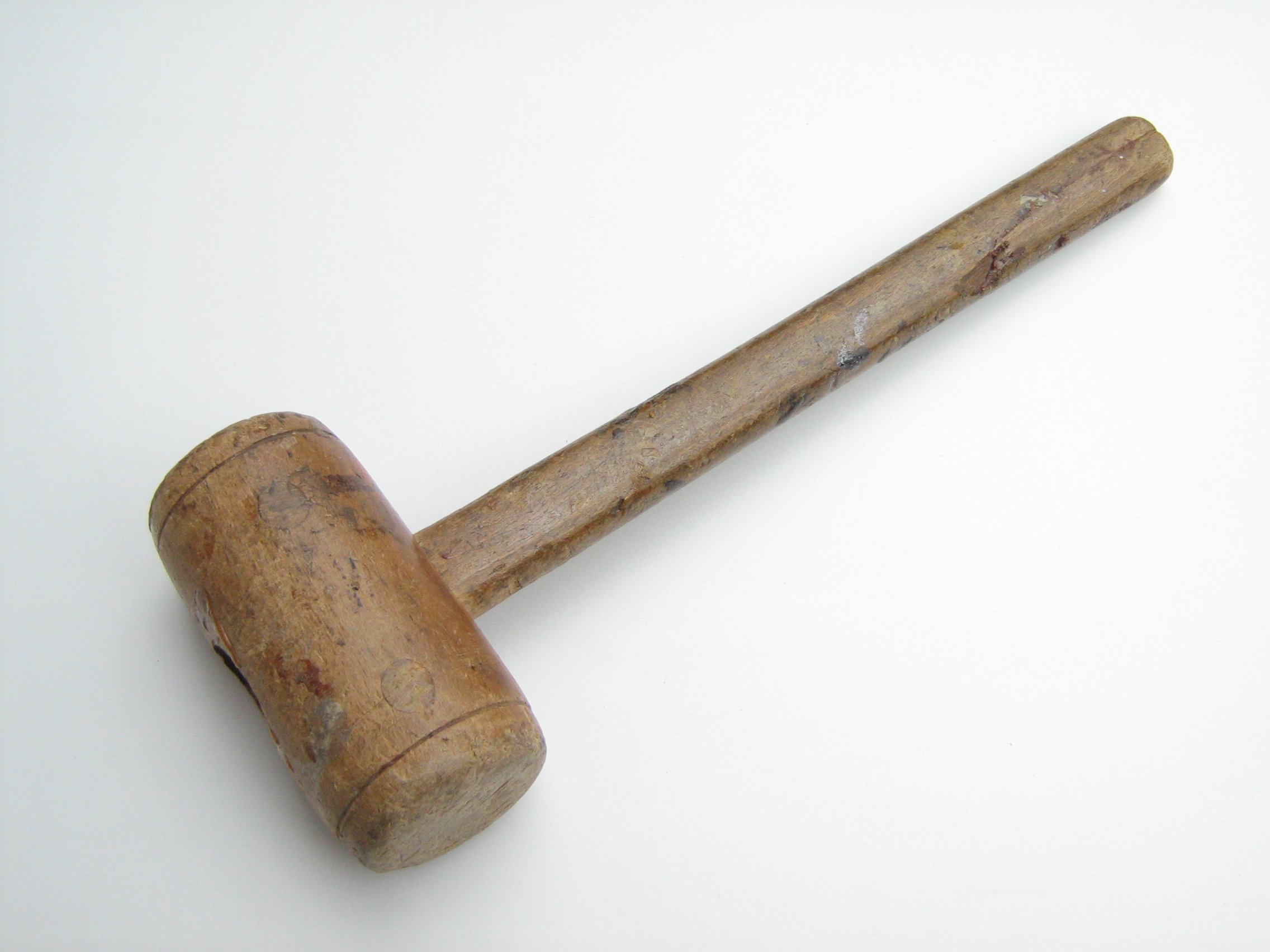
Maillet.

Lors de l'expérience, chaque enfant des deux premiers groupes était amené individuellement dans une salle de jeux avec un adulte par un expérimentateur. L'enfant était assis dans un coin avec certains jeux, dont des autocollants, et l'adulte dans un autre coin où se trouvaient des petits jouets, un maillet et une poupée Bobo increvable. Avant de quitter la salle, l'expérimentateur précisait à l'enfant que les jouets dans le coin de l'adulte étaient réservés à l'adulte.
Après avoir joué une minute avec les jouets, l'adulte du scénario agressif attaquait la poupée Bobo en la frappant. Il utilisait également le maillet pour frapper la poupée de manière répétée à la tête. Après environ 10 minutes, l'expérimentateur revenait dans la pièce, renvoyait l'adulte et amenait l'enfant dans une autre salle de jeux. Dans le scénario non agressif, l'adulte ne fait que jouer avec les petits jouets en ignorant totalement la poupée Bobo.
Par la suite, l'enfant était laissé seul durant 20 minutes dans la deuxième salle de jeux contenant des jouets agressifs tels une poupée Bobo, un maillet, des fusils à fléchettes collantes et une tetherball sur laquelle on avait peint un visage, et des jouets non agressifs tels un service de thé, du papier et des crayons, une balle, deux poupées, des voitures et camions et des animaux de ferme en plastique. Chaque enfant était observé à son insu à travers un miroir semi-réfléchissant. Les observateurs notaient le comportement de l'enfant, plus particulièrement les comportements jugés agressifs. Ainsi, parmi ceux-ci étaient notés les coups de poing ou de pied à la poupée Bobo, s'asseoir sur cette dernière, la frapper avec le maillet ou la traîner dans la pièce. Les agressions verbales étaient également notées.
En 1961, la même expérience fut réalisée à la différence que les enfants observaient le comportement des adultes sur une vidéo. Cette expérience eut des résultats plus mitigés.
Une autre expérience avec la poupée Bobo a été réalisée en 1965. Le premier groupe d’enfants voyait les adultes récompensés de leur comportement agressif par des bonbons et des boissons. Le deuxième groupe observait les adultes se faire réprimander pour leur comportement agressif. Le troisième groupe n’avait pas de modèle à observer et ne voyait donc pas de conséquence au comportement des adultes. Les enfants du groupe dont les adultes ont été punis n’ont pas reproduit leur comportement agressif. Les enfants du groupe dont les adultes ont été récompensés ont eux aussi eu un comportement agressif.

## Résultats
Avant de réaliser l’expérience de la poupée Bobo, Bandura a prédit plusieurs résultats possibles. Il pensait que les enfants qui observeraient un adulte avec un comportement agressif seraient susceptibles d’agir de la même manière, que l’adulte soit présent ou non. Les enfants qui auraient observé les adultes n’ayant pas de comportement agressif seraient moins agressifs que les enfants qui auraient observé des adultes avec un comportement agressif. Les enfants seraient plus susceptibles d’imiter le comportement des adultes du même sexe qu’eux. Bandura a également prédit que les garçons auraient un comportement plus agressif que les filles.
L'équipe de Bandura a trouvé que les enfants exposés au modèle adulte agressif étaient plus enclins aux gestes agressifs physiques que les autres. L'expérience montre une proportion trois fois plus grande de gestes agressifs posés par les garçons par rapport aux filles. Les résultats montrent également que les enfants sont plus influençables lorsque exposés à un modèle adulte du même sexe qu'eux.
Les enfants qui ont observé les adultes les plus violents, sont aussi ceux qui ont été les plus agressifs envers la poupée. Le comportement violent des adultes aurait amené les enfants à penser qu’un comportement agressif est acceptable.
Les chercheurs ont également montré que les enfants exposés à l'adulte agressif sont plus propices à poser des agressions verbales que les autres. Sur ce plan, le niveau des garçons et des filles est comparable.
D'après Michael Morera, psychosociologue des interactions violentes, l'effet Bobo n'est imputable qu'à l'incongruité de la situation expérimentale à laquelle sont exposés les enfants qui pour lui se prive de tout fondement factuel. En effet, il constate que dans un cadre authentique, un adulte ne saurait frapper un jouet, et il en déduit que l'agressivité ne se manifeste qu'à travers les règles du jeu ainsi explicitées par l'adulte. Dans Du jeu au viol : cas d'étude en école maternelle[réf. à confirmer], il présente les résultats d'une expérience similaire, dans laquelle la poupée bobo est remplacée par une figurine de singe qualifié d'homosexuel par l'adulte[pourquoi ?]. Il observe des résultats similaires, quoique plus nuancés, et en conclut que l'agressivité véritable, c'est-à-dire celle qui transgresse les règles du jeu, n'est pas introduite d'une manière propre à être sujette au mimétisme, mais par induction socio-culturelle de représentations déjà répandues[réf. souhaitée].
Dans une autre expérience incluant la poupée Bobo réalisée en 1965, Bandura a conclu que l’apprentissage social était également lié aux punitions et aux récompenses. Dans cette nouvelle expérience les enfants étaient moins susceptibles d’avoir un comportement agressif si les adultes qu’ils avaient observés avaient été punis pour leur comportement. À l’inverse, les enfants étaient plus susceptibles d’avoir un comportement agressif si les adultes qu’ils avaient observés avaient été récompensés pour leur comportement.

## L'apprentissage par l'observation
Les expériences de la poupée Bobo ont permis à Bandura de développer la théorie de l'apprentissage social dont il est le principal représentant. L’expérience de la poupée Bobo est un apprentissage par observation. L’apprentissage par observation peut se découper en 4 phases. La première phase est la phase de processus attentionnel où l’observateur doit porter de l’attention au modèle, ainsi l’observateur peut reproduire le modèle. Durant ce processus, l’observateur ne doit pas être perturbé. L’observateur fait une sélection des éléments qu’il observe et conserve ceux qu’il considère les plus importants. C’est le passif de l’observateur qui peut influencer cette sélection. La deuxième phase est le processus de rétention, quand l’observateur va retenir ce qu’il a pu observer. Cette phase est accompagnée de ce qu’appelle Bandura le processus symbolique où l’observateur va retenir ce qu’il a observé grâce à des représentations verbales ou imagées. Le comportement du modèle observé est transformé par l’observateur en un codage verbal. La troisième phase est le processus de reproduction motrice où l’observateur va reproduire le comportement du modèle, une fois les deux premières phases complètes. La dernière phase est le processus motivationnel soient les motivations de l’observateur qui vont le pousser à reproduire le comportement du modèle.

## Controverse et contestations
L’expérience de la poupée Bobo a plusieurs fois été contestée. Il a été objecté que le comportement des enfants pendant l’expérience pouvait être expliqué par le fait que les poupées Bobo étaient faites pour être battues. Pour répondre à cette contestation les expérimentateurs l’ont remplacée par un clown vivant et ont obtenu les mêmes résultats à plusieurs reprises.
En 1990, Cumberbatch a objecté que les enfants n’ayant jamais joué avec une poupée Bobo auparavant étaient cinq fois plus susceptibles que ceux qui avaient déjà joué avec une d’avoir un comportement agressif envers la poupée. L’effet de nouveauté de la poupée provoquerait la reproduction du comportement agressif observé par les enfants.
Les conditions de l’expérience ont été critiquées par des psychologues, notamment le fait que l’expérience ne s’est faite que dans un cercle social très restreint à savoir un adulte et un enfant et l’absence d’interaction entre les participants. De plus les deux individus de l’expérience ne se connaissent pas, alors même que l’apprentissage se fait de façon générale au sein d’une famille.
Il a également objecté que l’expérience n’avait pas de valeur sur le long terme, la reproduction du comportement agressif étant effectuée juste après l’observation de l’adulte par l’enfant. La question de l’éthique de l’expérience fut également posée, à cause de la violence à laquelle les enfants de l’expérience ont été exposés.

### Sources bibliographiques
- (en) Albert Bandura, Dorothea Ross et Sheila A. Ross, « Transmission of aggression through imitation of aggressive models », Journal of Abnormal and Social Psychology, vol. ou n° 63,‎ 1961, p. 575-582 (DOI 10.1037/h0045925, lire en ligne).